# Долинське (Бердянський район)
Доли́нське — село в Україні, у Бердянському районі Запорізької області. Населення становить 339 осіб. Орган місцевого самоврядування - Долинська сільська рада. Сільраді підпорядковані населені пункти Коза, Кримка, Оленівка, Шевченкове.

## Географія
Село Долинське знаходиться на лівому березі річки Чокрак за 50 км від районного центру, вище за течією на відстані 3,5 км розташоване село Єлисеївка, нижче за течією на відстані 1 км розташоване село Оленівка, на протилежному березі — село Єлизаветівка. На річці кілька загат.

## Історія
- 1812 (за іншими даними 1822) — рік заснування як села Нейгофунгсталь німцями-колоністами.
- 1918 року — перейменовано в село Долинське.

## Економіка
- «Долинська», агрофірма, ТОВ.

## Об'єкти соціальної сфери
- Школа I ст.
- Дитячий садочок.
- Фельдшерсько-акушерський пункт.

## Постаті
- Малюта Роман Володимирович — старшина батальйону ім. Кульчицького, учасник російсько-української війни 2014—2017.